# Maria Gąsienica Bukowa-Kowalska
Maria Gąsienica Bukowa-Kowalska (* 2. Januar 1936 in Kościelisko als Maria Gąsienica Bukowa; † 27. Dezember 2020) war eine polnische Skilangläuferin.

## Werdegang
Maria Gąsienica Bukowa-Kowalska nahm bei den Olympischen Winterspielen 1956 in Cortina d’Ampezzo im 10 km Einzel sowie im 3 × 5 km Staffelrennen teil. Über 10 km belegte sie den 16. Rang und mit der polnischen Staffel wurde sie Fünfte.
Bei den Nordischen Skiweltmeisterschaften 1958 im finnischen Lahti startete sie ebenfalls über 10 km und in der 3 × 5 km Staffel. Während sie im Rennen über 10 km den 21. Platz belegte, verpasste sie mit der Staffel als Vierte knapp das Podium.
Sie wurde fünffache Polnische Meisterin. Nach Beendigung ihrer Karriere war sie als Skilehrerin tätig.

## Familie
Sie heiratete den Nordischen Kombinierer Aleksander Kowalski.